# Cholobergalethe
De cholobergalethe (Chamaetylas choloensis; synoniem: Alethe choloensis) is een zangvogel uit de familie Muscicapidae (vliegenvangers). Het is een bedreigde vogelsoort in bergachtig gebied in Malawi en Mozambique.

## Kenmerken
De vogel is 16 cm lang. Het is een lijsterachtige vogel die leeft in de ondergroei van bossen. Van boven is de vogel warmbruin gekleurd en van onder zeer lichtgrijs, bijna wit. Een opvallend kenmerk dat deze soort onderscheidt van vergelijkbare soorten uit dit geslacht zijn de witte vlekken op de buitenste staartpennen.

## Verspreiding en leefgebied
Deze soort telt  twee ondersoorten:
- C. c. choloensis: zuidelijk Malawi en Mount Chiperone (het westelijke deel van Midden-Mozambique).
- C. c. namuli: Mount Namuli  (het noordelijke deel van Midden-Mozambique).

Het leefgebied bestaat uit de lage ondergroei van bossen in berggebieden waar de vogel meestal broedt op hoogten boven de 1200 m boven zeeniveau, maar buiten de broedtijd wordt de vogel ook in lager gelegen gebied waargenomen.

## Status
De cholobergalethe heeft een versnipperd verspreidingsgebied en daardoor is de kans op uitsterven aanwezig. De grootte van de populatie werd in 2016 door BirdLife International geschat op 2,5 tot 5 duizend volwassen individuen en de populatie-aantallen nemen af door habitatverlies. Het leefgebied wordt aangetast door ontbossing waarbij natuurlijk bos wordt omgezet in gebied voor agrarisch gebruik zoals zwerflandbouw. Om deze reden staat deze soort als bedreigd op de Rode Lijst van de IUCN.